# SN 2007jz
SN 2007jz – supernowa typu Ia odkryta 5 września 2007 roku w galaktyce A012356+0115. W momencie odkrycia miała maksymalną jasność 21,70m.